# Pine City (Minnesota)
Pine City település az Amerikai Egyesült Államok Minnesota államában, Pine megyében, melynek megyeszékhelye is. Lakosainak száma 3130 fő (2020. április 1.).

## Népesség
A település népességének változása:

| 2010 | 3 123 |
| 2020 | 3 130 |